# Adolf Kräutl
Adolf Kräutl (* 17. November 1928 in Rottenmann; † 23. April 1994 ebenda) war ein österreichischer Politiker (SPÖ) und Bezirkssekretär des Österreichischen Gewerkschaftsbundes. Kräutl war von 1979 bis 1981 Mitglied des Bundesrates und von 1981 bis 1990 Abgeordneter zum Nationalrat.
Kräutl besuchte die Pflichtschule und absolvierte danach eine Lehre als Maschinenschlosser. Er wurde 1952 Angestellter und war ab 1956 als Bezirkssekretär des ÖGB tätig. Kräutl trat 1947 der SPÖ bei und war ab 1956 Mitglied des Bezirksausschusses der SPÖ Liezen. Er hatte zudem ab 1972 die Funktion des Vorsitzenden der SPÖ-Stadtorganisation Rottenmann inne und war Mitglied des Gemeinderates sowie Erster Vizebürgermeister. Zudem war er im Vorstand der Siedlungsgenossenschaft Ennstal aktiv und Mitglied des Aufsichtsrates von Konsum Österreich. Er vertrat die SPÖ vom 15. Mai 1979 bis zum 15. September 1981 im Bundesrat und war danach vom 16. September 1981 bis zum 4. November Abgeordneter zum Nationalrat. Zudem wirkte Kräutl ab 1981 als Bezirksparteivorsitzender-Stellvertreter der SPÖ Liezen.